# Luisant
Luisant är en kommun i departementet Eure-et-Loir i regionen Centre-Val de Loire strax norr om centrala Frankrike. Kommunen ligger i kantonen Chartres-Sud-Ouest som tillhör arrondissementet Chartres. År 2022 hade Luisant 6 818 invånare.

## Befolkningsutveckling
Antalet invånare i kommunen Luisant
Referens:INSEE

## Vänorter
- Maintal-Hochstadt, Tyskland (1974)
- Villanueva del Pardillo, Spanien (2002)
- Chions, Italien (2002)